# Battletoads (Game Boy-spel)
Battletoads är ett actionspel utgivet av Rare 1991 till Game Boy. Spelet innehåller helt andra banor än NES-spelet.

## Handling
Mörkrets drottning har tillfångatagit Rash och Pimple, och Zitz måste ensam befria dem.

### Fotnoter
1. ↑  ”Battletoads” (på svenska). Nintendomagasinet (Kungsbacka: Atlantic) (2 1993):  sid. 6-7. februari 1993. Läst 17 maj 2015.
2. ↑  ”Battletoads” (på engelska). Mobygames. 14 mars 1991. http://www.mobygames.com/game/gameboy/battletoads_. Läst 17 maj 2015.